# Jürg Im Obersteg

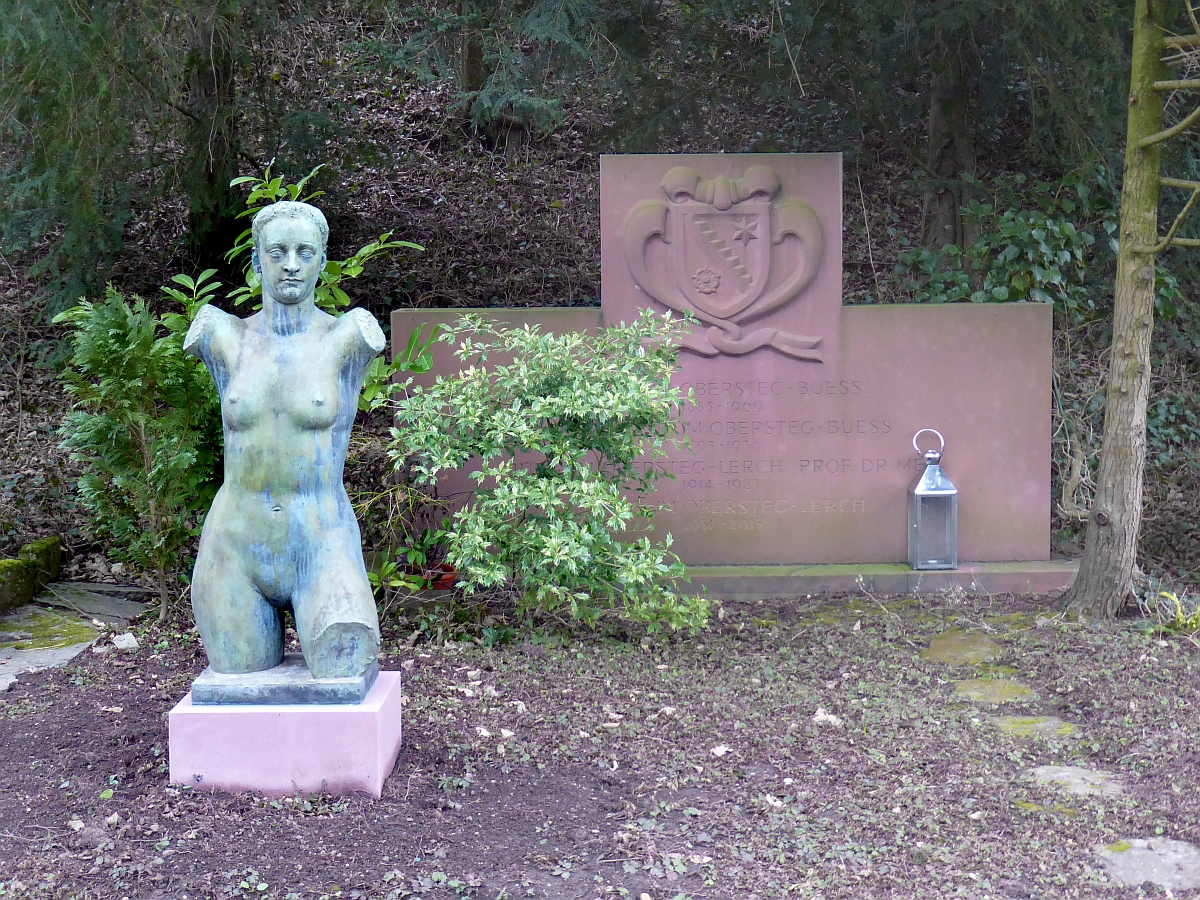
Familiengrab auf dem Friedhof am Hörnli, Riehen, Basel-Stadt

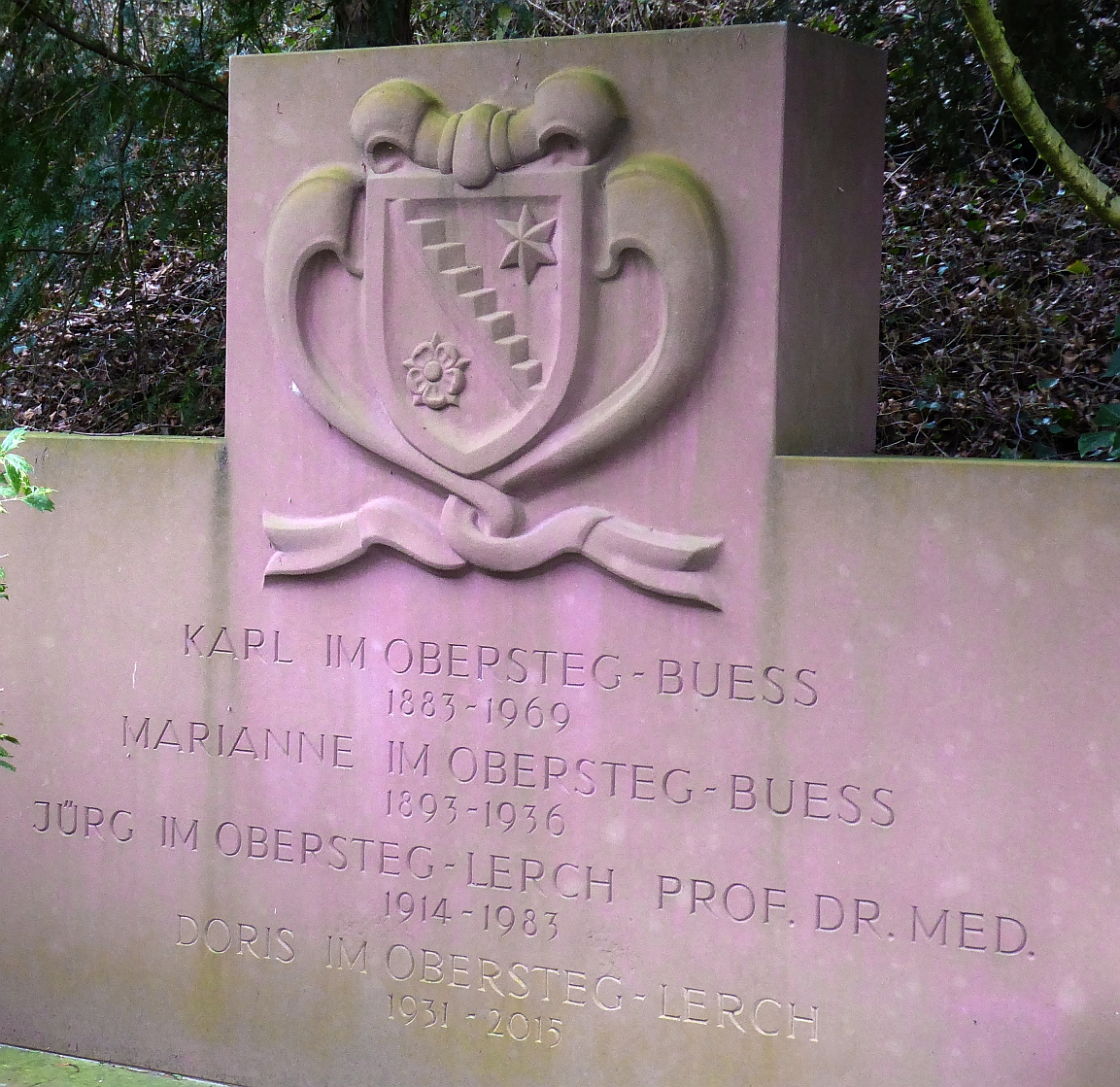
Grab auf dem Friedhof am Hörnli, Riehen, Basel-Stadt

Jürg Im Obersteg (* 16. Oktober 1914 in Basel; † 2. Juni 1983 ebenda) war ein Schweizer Gerichtsmediziner. Sein Grossvater war Karl Johann Im Obersteg. Wie sein Vater Karl Im Obersteg-Buess war er ein bedeutender Kunstsammler.
Er studierte Medizin und wurde im Fach Gerichtsmedizin promoviert. Von 1960 bis 1969 war er Professor und leitete das gerichtsmedizinische Institut der Universität Basel. Im Obersteg war der Nachfolger von Salomon Schönberg im Institut für Rechtsmedizin des Kantons Basel-Stadt und blieb bis 1969 im Amt, sein Nachfolger wurde Max Lüdin.
Nach dem Tod seines Vaters, 1969, gab er seine Stellung als Professor und als Gerichtsarzt auf und widmete sich der geerbten Kunstsammlung sowie der Speditionsfirma der Familie. 1979 erkrankte Jürg Im Obersteg schwer, 1983 verstarb er.
Die Kunstsammlung Im Obersteg wurde 1992 von seiner Witwe, Doris Im Obersteg-Lerch (1931–2015), in eine Stiftung überführt und im Kunstmuseum Basel deponiert, wo 40 Hauptwerke ganzjährig ausgestellt werden.